# Iu mien
Le iu mien (autres appellations : youmian, yiu mien, yao, mien, mian, myen, pan yao, ban yao) est une langue parlée dans le Yunnan, le Guangxi, le Guangdong, le Guizhou et le Hunan en Chine, où l'on compte 884 000 locuteurs. On le parle aussi en Belgique, au Canada, au Danemark, aux États-Unis, en France, au Laos, en Birmanie, en Nouvelle-Zélande, en Suisse, à Taïwan, en Thaïlande et au Viêt Nam. C'est une langue tonale à 7 tons.

## Répartition des locuteurs dans le monde
|           | Nombre de locuteurs | Part de la population locale | Année de recensement |
| --------- | ------------------- | ---------------------------- | -------------------- |
| Monde     | 1 329 000           | ?                            | 1990                 |
| Laos      | 30 000              | ?                            | 1999                 |
| Thailande | 40 000              | ?                            | 1999                 |
| Viêt Nam  | 350 000             | ?                            | 1999                 |

### Sources
- (zh) Mao Zongwu, 1992, 汉瑶词典（勉语) Hàn yáo cídiǎn (miǎnyǔ), Chengdu, Sìchuān mínzú chūbǎnshè  (ISBN 7-5409-0301-5)